# Jake Lloyd
Pour les articles homonymes, voir Lloyd.
Jake Lloyd est un acteur américain né le 5 mars 1989 à Fort Collins (Colorado).
Il est mondialement connu pour son interprétation d'Anakin Skywalker enfant dans le blockbuster Star Wars, épisode I : La Menace fantôme, sorti en 1999.

## Biographie
Jacob Christopher Lloyd, dit Jake Lloyd, naît le 5 mars 1989 à Fort Collins, dans le Colorado, d'une mère agent artistique et d'un père médecin dans un service d'urgences. Il débute dans le métier à l'âge de six ans, en tournant dans une publicité consacrée à la société Ford. Il enchaîne ensuite les rôles dans différents films publicitaires.
En 1996, alors âgé de sept ans, son premier film Décroche les étoiles sort dans les salles, dans lequel il joua le rôle de J.J., un garçon qui apporte la joie et le bonheur auprès du personnage principal. La même année, il tourna son deuxième film La Course au jouet en donnant la réplique à son acteur préféré, Arnold Schwarzenegger. En parallèle, il fait quelques apparitions dans deux séries à succès, Urgences et Le Caméléon. Rapidement, il s'ensuivit le tournage d'un téléfilm Apollo 11 puis, en 1998, il enchaine avec le téléfilm de science-fiction L'expérience fatale.
Ensuite, il apparait surtout dans le film Star Wars, épisode I : La Menace fantôme, dans le rôle du jeune Anakin Skywalker. Le succès planétaire du film fait du jeune acteur, tête d'affiche âgée d'à peine 10 ans, une star. Sa renommée lui vaut cependant quelques problèmes, notamment dans son école, où les camarades l'accablent de requêtes d'autographes et de témoignages, et imitent le bruit du sabre laser à son passage. Il est contraint de déménager deux fois. Ron Howard et Mark Hamill prennent la défense de Jake.
Après Star Wars, il tourna dans deux autres films : Die with Me dans un premier temps, puis Madison en 2000. Le second long-métrage verra sa sortie retardée à 2005, à la suite des déboires financiers du studio MGM. Il s'agit de sa dernière apparition à l'écran. Il essaie alors de retomber dans l'anonymat, souhaitant passer son adolescence tranquillement. Depuis 2001, il s'en tient à sa décision de ne plus tourner de film, ne supportant plus qu'une caméra soit braquée sur lui. Il continue cependant à faire des apparitions publiques lors de festivals consacrés à la bande dessinée et à la science-fiction. Il reçoit son diplôme de fin de secondaire en 2007 à Carmel dans l'Indiana, puis étudie le cinéma et la psychologie durant un semestre au Columbia College à Chicago, avant d'arrêter.
En 2012, il déclare dans une entrevue que la célébrité obtenue par Star Wars a fait de sa scolarité un enfer et que cela entraina sa décision d'arrêter sa carrière d'acteur. Il travaille également sur un documentaire traitant des réfugiés tibétains en Inde qui essayent d'échapper aux persécutions du gouvernement chinois.
En juin 2015, il est arrêté pour excès de vitesse et conduite sans permis après une course-poursuite avec la police. Il est diagnostiqué schizophrène pendant sa détention, et placé dans un établissement psychiatrique. En juillet 2018, sa sœur de 26 ans, Madison Ellen Lloyd Broadbent, meurt de causes naturelles ; Madison avait un petit rôle dans La Menace fantôme, en tant que Princesse Ellie dans la scène du défilé.
En mars 2023, après une grave crise psychotique, il est interné de nouveau en hôpital psychiatrique pour un séjour qui devrait durer 18 mois.
À 35 ans, 10 mois après cette crise, ses proches affirment qu'il a connu une nette amélioration de sa santé mentale.
Malgré tout ce qu’il a traversé, il est toujours fan de Star Wars.

## Filmographie
Sauf indication contraire, les informations mentionnées dans cette section peuvent être confirmées par la base de données cinématographiques IMDb,  présente dans la section « Liens externes ».

### Cinéma
- 1996 : Décroche les étoiles (Unhook the Stars) de Nick Cassavetes : Jake 'J.J.' Warren
- 1996 : La Course au jouet (Jingle All the Way) de Brian Levant : Jamie Langston
- 1999 : Star Wars, épisode I : La Menace fantôme (Star Wars: Episode I - The Phantom Menace) de George Lucas : Anakin Skywalker
- 2001 : Die with Me : Mickey Cooper
- 2005 : Madison : Mike McCormick

### Télévision
- 1996 : Urgences (TV) : Jimmy Sweet
- 1996 : Apollo 11 (TV) : Mark Armstrong
- 1996 : Le Caméléon (TV - Saison1, épisode 3 et saison 2, épisode 9 et saison 3, épisode 14) : Ronny Collins puis Timmy-Angelo
- 1998 : L'Expérience fatale (en) (Host) (TV) : Jack

### Jeux vidéo
- 1999 : Star Wars, épisode I : La Menace fantôme : Anakin Skywalker
- 1999 : Star Wars Episode I: Racer : Anakin Skywalker
- 2000 : Star Wars Episode I: Jedi Power Battles : Anakin Skywalker
- 2000 : Star Wars: Early Learning Activity Center : Anakin Skywalker
- 2001 : Star Wars: Super Bombad Racing : Anakin Skywalker
- 2001 : Star Wars: Galactic Battlegrounds : Anakin Skywalker
- 2002 : Star Wars: Racer Revenge : Anakin Skywalker

## Distinctions

### Récompenses
- Young Artist Award
  - Meilleure prestation dans un film - Acteur âgé de 10 ans ou moins

### Nominations
- Saturn Award
  - Meilleur(e) jeune acteur ou actrice
- Blockbuster Entertainment Awards
  - Acteur favori dans un second rôle de film d'action/science-fiction
- YoungStar Awards
  - Meilleure performance pour un jeune acteur dans un film dramatique